# Carl Capotorto
Carl Capotorto (* 16. Januar 1959 in Bronx, New York City, Vereinigte Staaten) ist ein US-amerikanischer Schauspieler. Einem breiteren Publikum wurde er durch seine Rolle als „Little“ Paulie Germani in der Fernsehserie Die Sopranos bekannt.

## Schauspielkarriere
Carl Capotorto ist Absolvent der Columbia University in New York City. Seinen Abschluss machte er als Theaterautor. Seine erste Rolle hatte er in dem Film Pinguine in der Bronx (1987). So begann seine bescheidene Karriere, in der er in einem Film pro Jahr für die nächsten fünf Jahre mitwirkte. Mac (1992), geschrieben und inszeniert von John Turturro, war der letzte von ihnen. Die kommenden sieben Jahre hatte er keine Rollen mehr angeboten bekommen, hatte schließlich auch keinen Agenten mehr. Dann erhielt er einen Anruf für ein Casting für die Fernsehserie Die Sopranos. David Chase hatte ihn in Mac gesehen und für die Rolle des Ralphie Cifaretto vorgesehen. Nach acht Castingterminen und zwei Monate später lobte ihn Chase für seine Darbietungen, teilte ihm jedoch mit, dass er zu jung für diese Rolle sei. Überraschenderweise erhielt er einige Wochen später die Zusage für die Rolle des „Little“ Paulie Germani.

## Autorenlaufbahn
Schon früh stellte Capotorto fest, dass er gerne Texte schreibt. Auf dem College belegte er deshalb das Fach Journalismus. Er stellte jedoch schnell fest, dass es eher das kreative Schreiben ist, was ihm mehr liegt. Seine Lehrerin lobt ihn für seine Kurzgeschichten. So schrieb er einige Jahre dramaturgische Texte. Später bildete er sich im Schreiben von Drehbüchern weiter. 2008 erschien sein Buch Twisted Head: An Italian-American Memoir.

## Filmografie
- 1987: Pinguine in der Bronx
- 1992: Mac
- 2001–2007: Die Sopranos (The Sopranos, Fernsehserie, 25 Folgen)

## Werke
- 2008: Twisted Head: An Italian-American Memoir